# Don't Say Goodbye (Paulina Rubio)
Don't Say Goodbye è una canzone della cantante messicana Paulina Rubio, estratta come singolo dall'album Border Girl. La canzone, insolitamente in lingua inglese per la cantante che solitamente canta nella sua lingua, ha anche una versione in spagnolo, Si tú te vas.
La canzone è stata scritta da Cheryl Yie e Joshua Rubin e ha riscosso un notevole successo in Nord America ed Europa, diventando una delle canzoni più conosciute della cantante.

## Tracce e formati
Japan CD single
1. Don't Say Goodbye (Radio edit)
2. Si Tú Te Vas (Radio edit)
3. Don't Say Goodbye (Spanish Fly radio mix)
4. Don't Say Goodbye (Flatline mix)

Mexico CD single
1. Si Tú Te Vas
2. Don't Say Goodbye

UK CD single
1. Don't Say Goodbye (Radio edit)
2. Don't Say Goodbye (Spanish Fly radio mix)
3. Don't Say Goodbye (Flatline mix)
4. Don't Say Goodbye (CD-ROM video)

USA CD single
1. Don't Say Goodbye
2. Si tú te vas

LP

Registrato agli E-Zee Studios e ai Southern Music Studios di Londra
Lato A
1. A boy and his dog (Cousins, Parren)
2. Let it rain (Cousins, Cronk, Richards)
3. We can make it together (Cousins, Cronk)
4. Tina dei fada (Hudson)
5. Big Brother (Hudson)

Lato B
1. Something for nothing (Cousins, Cronk)
2. Evergreen (Cousins)
3. That's when the crying starts (Cousins)
4. Beat the retreat (Cousins)

## Classifiche
Don't Say Goodbye/Si tú te vas
| Classifica (2002) | Posizione raggiunta |
| ----------------- | ------------------- |
| Australia         | 19                  |
| Austria           | 61                  |
| Brasile           | 14                  |
| Italia            | 18                  |
| Nuova Zelanda     | 49                  |
| Paesi Bassi       | 67                  |
| Regno Unito       | 32                  |
| Romania           | 19                  |
| Stati Uniti       | 41                  |
| Svizzera          | 47                  |